# فنديتا (فلم 2015)
ثأر (بالإنجليزية: Vendetta) هو فيلم حركة ودراما تم إنتاجه في الولايات المتحدة وصدر سنة 2015 بطولة دين كاين وبيغ شو.

## القصة
تدور أحداث الفيلم حول محقق صعب المراس يدعى مايسون، والذي يقوم بارتكاب جريمة عن عمد لكي يتم الإلقاء به في السجن، مما سيسمح له بأن يحقق الانتقام المرجو الذي طال انتظاره من أحد المجرمين القابعين في السجن والمحكوم عليهم بالسجن المؤبد بسبب قتل هذا المجرم لزوجة المحقق.

## وصلات خارجية
- مقالات تستعمل روابط فنية بلا صلة مع ويكي بيانات